# Resolución 2034 del Consejo de Seguridad de las Naciones Unidas
La resolución 2034 del Consejo de Seguridad de las Naciones Unidas, adoptada por unanimidad el 19 de enero de 2012, observando con pesar la renuncia del juez de la Corte Internacional de Justicia Awn Shawkat Al-Khasawneh, el Consejo decidió que en concordancia al Estatuto de la Corte las elecciones para llenar la vacante se efectuarían en una sesión del Consejo de Seguridad y durante el próximo período de sesiones de la Asamblea General.
Al-Khasawneh, jurista y ex primer ministro de Jordania, comenzó a servir en la Corte el 6 de febrero de 2000 y sirvió como su vicepresidente entre 2006 y 2009.